# Indigo Girls
Indigo Girls je americké folk rockové duo, jehož členkami jsou Amy Ray a Emily Saliers. Seznámily se na základní škole, společně vystupovaly již během studia na střední škole v Decatur v Georgii. Poté začaly studovat Emory University a v roce 1985 také začaly používat název Indigo Girls. V té době každý týden hrály v baru The Dugout v Emory Village v Druid Hills.
Své první album Strange Fire, které si samy produkovaly, vydaly nezávisle v roce 1987. O rok později podepsaly smlouvu s vydavatelstvím Epic Records, které jim do roku 2006 vydalo dalších devět studiových desek. Od roku 2007 si skupina díky vlastnímu vydavatelství IG Recordings vydává alba sama.
Amy Ray nahrává též sólová alba a je také zakladatelnou neziskové organizace propagující nezávislé hudebníky. Emily Saliers je spisovatelkou a kromě toho je i spolumajitelkou restaurací. Ray i Saliers jsou lesby a dlouhodobě podporují práva LGBT osob.

## Studiová alba
- Strange Fire (1987)
- Indigo Girls (1989)
- Nomads Indians Saints (1990)
- Rites of Passage (1992)
- Swamp Ophelia (1994)
- Shaming of the Sun (1997)
- Come on Now Social (1999)
- Become You (2002)
- All That We Let In (2004)
- Despite Our Differences (2006)
- Poseidon and the Bitter Bug (2009)
- Holly Happy Days (2010)
- Beauty Queen Sister (2011)